# Liceras
Liceras è un comune spagnolo di 63 abitanti situato nella comunità autonoma di Castiglia e León.